# Franck Silvestre
Franck Claude Silvestre (Párizs, 1967. április 5. – ) francia válogatott labdarúgó.

## Pályafutása

### Klubcsapatban
Párizsban született. Pályafutását a FC Sochaux csapatában kezdte 1985-ben. Az 1987–88-as szezonban megnyerték a másodosztályt és feljutottak az élvonalba. Ugyanabban az évben a francia kupa döntőjébe is bejutott csapatával, de ott alulmaradtak a Metz együttesével szemben.
1993-ban az AJ Auxerre szerződtette, melynek színeiben egy bajnokságot és két kupát nyert, illetve játszhatott a bajnokok ligája csoportkörében. 
1998 és 2002 között a Montpellier HSC, 2003-ban pedig a korzikai Bastia játékosa volt. 
2003-ban 36 éves korában került külföldre az osztrák Sturm Graz együtteséhez, ahol meghatározó játékos volt két szezonon keresztül. Utolsó klubja a francia másodosztályban szereplő FC Sète volt 2006-ban.

### A válogatottban
1989 és 1992 között 11 alkalommal szerepelt a francia válogatottban válogatottjában és 24 gólt szerzett. 1989-ben Michel Platini kapitánysága idején egy Írország elleni mérkőzésen mutatkozott be a nemzeti csapatban. Részt vett az 1992-es Európa-bajnokságon.
Unokatestvére Mikaël negyvenszeres válogatott labdarúgó, aki többek között a Manchester United és az Arsenal csapataiban játszott.

## Sikerei
FC Sochaux
- Francia másodosztályú bajnok (1): 1987–88
- Francia kupadöntős (1): 1987–88

AJ Auxerre
- Francia bajnok (1): 1995–96
- Francia kupadöntős (2): 1993–94, 1995–96